# Vizianagaram (Distrikt)
Der Distrikt Vizianagaram (Telugu విజయనగరం జిల్లా), auch Vijayanagaram, ist eine Verwaltungsdistrikt des indischen Bundesstaats Andhra Pradesh. Verwaltungssitz ist die Stadt Vizianagaram.

## Geographie

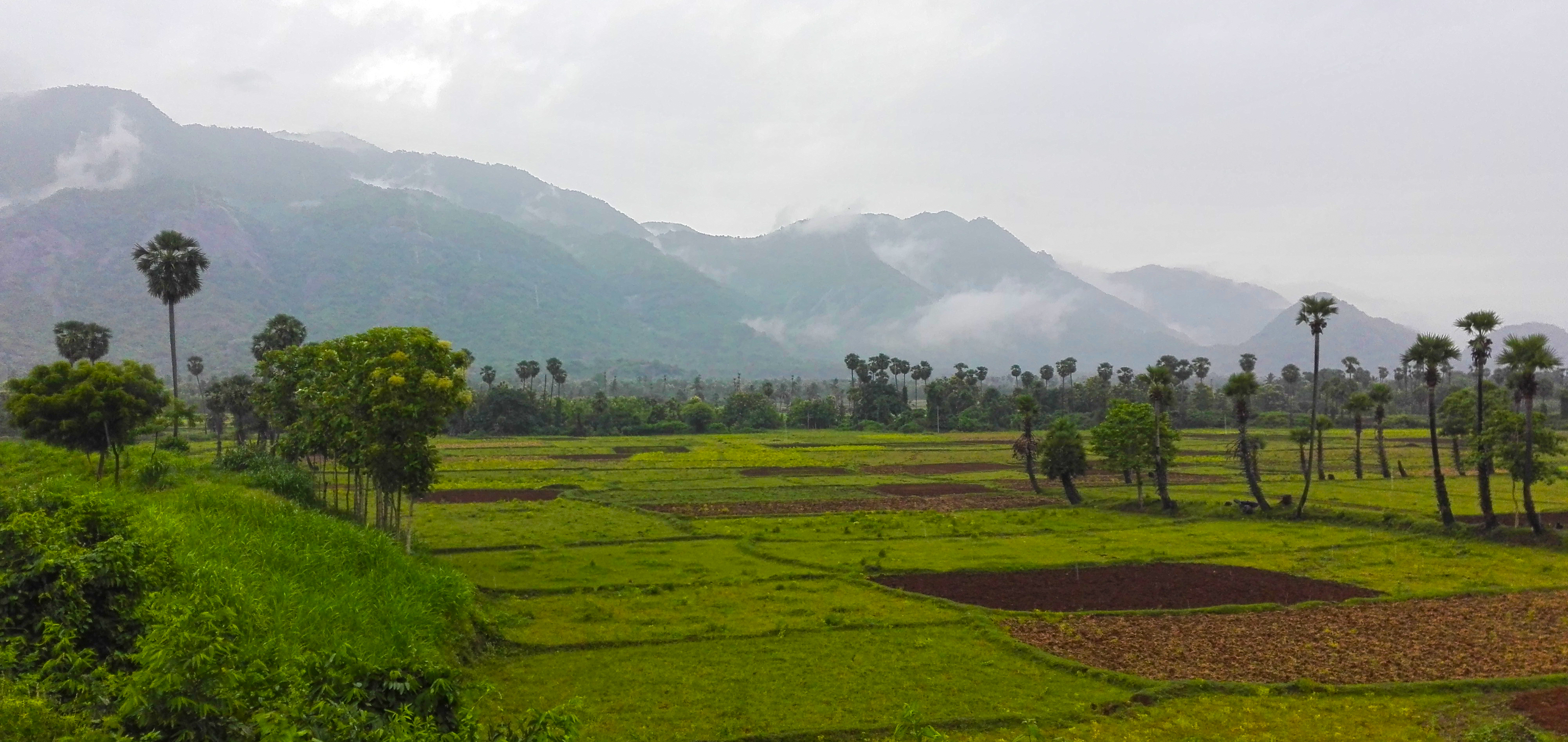
Küstenebene im Mandal Vepada mit Blick auf die Ostghats

Der Distrikt liegt im Nordosten von Andhra Pradesh. Er grenzt im Nordosten an den Distrikt Srikakulam, im Süden an den Distrikt Visakhapatnam im Südwesten an den Distrikt Anakapalli, im Westen an den Distrikt Alluri Sitharama Raju und im Nordwesten an den Distrikt Parvathipuram Manyam. Im Süden hat er etwa 28 km Küste zum Golf von Bengalen.
Der Distrikt hat nach Angaben der Distriktwebseite eine Fläche von 4.124 km². Er besteht aus zwei gegensätzlichen Teilen: dem flachen Küstenabschnitt und dem hügeligen Teil im Landesinnern, welcher zu den Ostghats gehört. Höchste Erhebung ist der 1615 m hohe Shankaram im Mandal Srugavarapukota. Der eher gebirgige Teil des Distrikts ist zum Teil stark bewaldet. Die größten Fließgewässer im Distrikt sind Nagavali, Vegavathi, Gomukhi, Suvarnamukhi, Champavathi, Gostnani (Gostani) und Kandivalasa. Mehrere Wasserreservoirs versorgen Bevölkerung und Landwirtschaft.

## Klima
Das Klima des Distrikts ist durch heiße Sommer charakterisiert und erhält ganzjährig Niederschläge, außer während der Winterzeit. März bis Mai ist Sommerzeit mit abwechselnd Regen und großer Trockenheit und hohen Temperaturen. Der Südwestmonsun ab Anfang Juni bis zur zweiten Oktoberwoche bringt den ergiebigsten Regen. Der anschließende Nordostmonsun bis Ende Dezember bringt etwas geringere, aber immer noch bedeutende Regenmengen. In den Monaten Januar und Februar ist Winter mit kühleren Temperaturen. Der langjährige Durchschnitt der Niederschlagsmenge beträgt 1131 mm pro Jahr. Der Südwestmonsun bringt 692 mm und der Nordostmonsun 246 mm. Der kälteste Monat ist der Dezember (Durchschnitt 20,66 °C – Tagesminimum 15 °C, -maximum 26 °C), der wärmste der Mai (Durchschnitt 29,52 °C – Minimum 25 °C, Maximum 35 °C).  Während der Mosunzeit herrscht eine Luftfeuchtigkeit von bis zu 80 Prozent. Diese fällt in der Trockenperiode auf 30 Prozent.

## Geschichte

Distrikt Vizianagaram vor der Distriktreorganisation in Andhra Pradesh 2022

Der Distrikt wurde am 1. Juni 1979 aus Teilen der damaligen Distrikte Srikakulam und Visakhapatnam gebildet. Bei seiner Gründung war der Distrikt administrativ in 12 Taluks gegliedert. 1985 erfolgte eine Neueinteilung in 34 Mandals. Zum 4. April 2022 wurde eine umfassende Distrikt-Reorganisation in ganz Andhra Pradesh umgesetzt. Die Zahl der Distrikte verdoppelte sich von 13 auf 26. Der Distrikt Vizianagaram verkleinerte sich auf 27 Mandals. Elf Mandals gingen an den neu gebildeten Distrikt Parvathipuram Manyam (Parvathipuram, Seethanaguram, Balijipeta, Salur, Pachipenta, Makkuva, Komarada, Garugubilli, Jiyyammavalasa, Gummalakshmipuram, Kurupam), und vier Mandals wurden vom Distrikt Srikakulam hinzugewonnen (Vangara, Regidi Amadalavalasa, Santhakaviti, Rajam).

## Bevölkerung
Da der Distrikt im Jahr 2022 eine grundlegende Umstrukturierung erfuhr, sind derzeit (2023) keine verlässlichen Zahlen zu den aktuellen Bevölkerungsverhältnissen öffentlich verfügbar. Aktuelle Zahlen werden mit dem Zensus 2023 erwartet.

## Verwaltung

### Mandals
Der Distrikt war 2022 in drei Divisionen und 27 Mandals gegliedert.
- Division Vizianagaram mit den elf Mandals Vizianagaram, Gantyada, Pusapatirega, Denkada, Bhogapuram, Srungavarapukota, Jami, Vepada, Lakkavarapukota, Kothavalasa, Nellimarla
- Division Cheepurupalli mit den acht Mandals Cheepurupalli, Garividi, Gurla, Merakamudiam, Rajam, Vangara, Regidlamandalavalasa, Santhakaviti
- Division Bobbili mit den acht Mandals Bobbili, Ramabhadrapuram, Badangi, Therlam, Mentada, Gajapathinagaram, Dattirajeru, Bondapalli.

### Städtische Siedlungen
Auf dem Gebiet des Distrikts in seinen Grenzen ab 2022 bestanden bei Volkszählung 2011 die folgenden städtischen Siedlungen (M = Municipality, NP = Nagar Panchayat, CT = Census town; Einwohnerzahlen 2011):
- Vizianagaram (174.651, M) – seit dem 3. Juli 2019 Municipial Corporation[10]
- Bobbili (50.096, M)
- Nellimarla (19.373, NP) – 2011 noch Census town
- Rajam (42.197, NP)
- Gajapathinagaram (5.687, CT)
- Sriramnagar (18.893, CT)
- Cheepurupalle (14.847, CT)
- Tummikapalle (4.911, CT)
- Kothavalasa (14.321, CT)
- Kanapaka (5.960, CT)
- Malicherla (5.229, CT)
- Jarjapupeta (5.761, CT)
- Chintalavalasa (5.921, CT)

## Wirtschaft

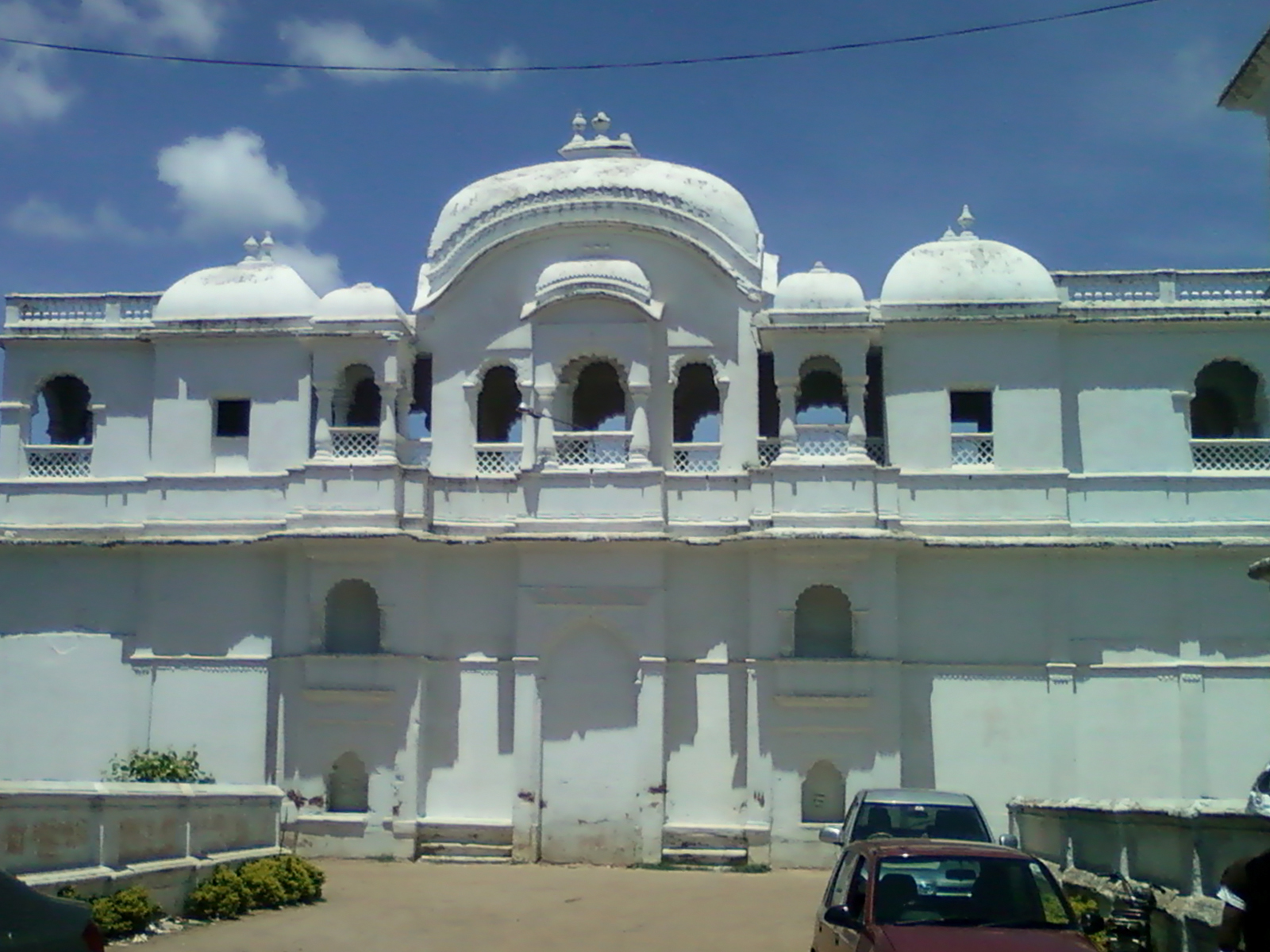
Frontansicht der Festung von Vizianagaram

Der Großteil der Bevölkerung ist in der Landwirtschaft beschäftigt. Hauptsächlich werden Reis, Fingerhirse, Perlhirse, Sorghumhirse (Sorghum bicolor), Zuckerrohr und Erdnüsse angebaut. Daneben ist die Fischerei ein bedeutender Erwerbszweig. Die Handweberei verschafft vielen Leuten ein Einkommen. Es gibt im ganzen Distrikt zahlreiche Industrieunternehmen in verschiedenen Sparten. In den Städten leben die Leute vom Handel mit Gütern und Dienstleistungen.